# Dieffenbachia aglaonematifolia
Dieffenbachia aglaonematifolia är en kallaväxtart som beskrevs av Adolf Engler. Dieffenbachia aglaonematifolia ingår i släktet prickbladssläktet, och familjen kallaväxter. Inga underarter finns listade.